# Nova Valencia
Nova Valencia é um município de  segunda classe de renda municipal (d) na província de Guimaras, nas Filipinas. De acordo com o censo de 1 de maio  de  2020 possui uma população de 42 771 pessoas e 10 903 domicílios.